# فوسفات الحديد الثلاثي
 فوسفات الحديد الثلاثي  مركب كيميائي له الصيغة FePO4 ، وهو ملح الفوسفات للحديد الثلاثي.

## الخواص
- يشكل مركب فوسفات الحديد الثلاثي عدة هيدرات FePO4 · n H2O تختلف عن بعضها بعدد جزيئات الماء في البنية البلورية. يكون رباعي الهيدرات (أربعة جزيئات ماء) عبارة عن مسحوق أصفر، أما ثنائي الهيدرات فيشكل بلورات عديمة اللون إلى بلورات زهرية ذات نظام بلوري أحادي الميل. كما توجد هناك هيدرات خماسية وهي مسحوق بلوري ذات لون بني مصفر.
- لمركب فوسفات الحديد الثلاثي انحلالية ضعيفة في الماء، لكنه ينحل في الأحماض المعدنية.

## التحضير
يحضر فوسفات الحديد الثلاثي من تفاعل هيدروكسيد الحديد الثلاثي مع حمض الفوسفوريك:
Fe(OH)3 + H3PO4 → FePO4 + 3H2O
كما يمكن أن يحضر من تفاعل أملاح الحديد الثلاثي مع فوسفات الفلزات القلوية.

## الاستخدامات
- يستخدم في مجال العلوم الزراعية كوسيلة من أجل وقاية النباتات من الحلزونيات.
- له تطبيقات أخرى في مجال الصناعات الصيدلانية، وفي صناعة السيراميك.

## فوسفات الحديد الثنائي
وهو ملح الفوسفات للحديد الثنائي، له الصيغة Fe3(PO4)2، وله رقم الكاس 1-41-14940. وهو يستعمل في مجال الزراعة، ويوجد بشكل طبيعي في معدن الفيفيانيت Vivianite.